# Polk megye (Oregon)
Polk megye az Amerikai Egyesült Államokban, azon belül Oregon államban található. Megyeszékhelye és legnagyobb városa Dallas. Lakosainak száma 87 433 fő (2020. április 1.).

## Szomszédos megyék
- Tillamook megye (északnyugat)
- Yamhill megye (észak)
- Marion megye (kelet)
- Linn megye (délkelet)
- Benton megye (dél)
- Lincoln megye (nyugat)

## Népesség
A megye népességének változása:
| Lakosok száma | 75 584 | 76 008 | 76 331 | 76 794 | 79 391 | 87 433 |
|               | 2010   | 2011   | 2012   | 2013   | 2015   | 2020   |